# Nagarote
Nagarote (Camino de los Nagrandanos) es un municipio del departamento de León en la República de Nicaragua.
Es reconocido como  "Municipio Azul" siendo municipio modelo destacado en la gestión ambiental y desde hace décadas es considerado "el más limpio de Nicaragua".

## Toponimia
Según algunos autores, el origen del nombre de "Nagarote" es chorotega y significa "en el camino de los Nagrandanos", de las voces "Nagrand" - "Nagrandanos" y “Otli” - "camino". 
Otros investigadores afirman que se deriva de los vocablos "Nahualli – Otli" y se traduce como "camino de brujos". 

## Geografía
Se ubica en el departamento de León a una extensión de 598.4 km², está ubicada entre las coordenadas 12° 16′ 3″ de latitud norte y 86° 33′ 55″ de longitud oeste, a una altitud de 86 m s. n. m.
Sus límites geográficos son: 
- al norte con el municipio de La Paz Centro y el Lago Xolotlán
- al sur con el municipio de Villa El Carmen
- al este con el municipio de Mateare
- al oeste con el Océano Pacífico.

## Historia
El lugar fue conocido desde antes de la conquista española por su antiquísimo árbol de genízaro el cual, según se cree, vivió casi 800 años, hasta que fue impactado por un rayo y se decidió preservarlo en el Museo municipal, con su tronco y ramas se elaboraron utensilios decorativos que son exhibidos en dicho museo.
Se ubicó en el cacicazgo de Imabite, sobre una llanura costera lindante con el océano Pacífico y el lago Xolotlán, las montañas de Matiari (actual Mateare) y la encomienda de León Viejo (hoy La Paz Centro), a orillas de la cordillera de los Marrabios.
Esta llanura estaba enriquecida con pequeñas fuentes de agua dulce (vertientes) y de ríos pequeños que permanecían hasta en épocas de verano con mucha agua. Entre estos ríos se destacan los conocidos hoy, o fueron conocidos con los nombres de: El Pital, Soledad, Patastule, San Antonio, El Caimito, Las Tranquitas, El Obraje, Dos Ríos, San Luis, San Pedro, Palo de Sangre, Naranjo, Santiago y Sayulapa.
En documento histórico de 1548, Nagarote aparece mencionado como encomienda del rey de España.
Su primera iglesia fue erigida en 1650, con el nombre de "Santiago de La Concepción" de la villa de Nagarote.
Fue elevado a rango de ciudad por Ley legislativa del Congreso Nacional de Nicaragua el 4 de junio de 1963.
Nagarote tuvo antiguamente un floreciente puerto marítimo llamado Puerto Sandino. Este puerto fue atacado en 1983, con mucha destrucción de las instalaciones que efectivamente destruyeron el puerto.

## Demografía
Nagarote tiene una población actual de 39,500 habitantes. De la población total, el 50.6% son hombres y el 49.4% son mujeres. Casi el 66% de la población vive en la zona urbana.

## Clima
La temporada de lluvia es nublada, la temporada seca es ventosa y mayormente despejada y es muy caliente y opresivo durante todo el año. Durante el transcurso del año, la temperatura generalmente varía de 22 a 34 °C y rara vez baja a menos de 21 °C o sube a más de 36 °C.

## Economía
Nagarote es un municipio que basa su economía en la ganadería, pero también dedica buena parte de sus fértiles tierras para el cultivo de maní, tabaco, soya, hortalizas, limón Tahití y granos básicos, principalmente maíz y frijoles para autoconsumo. Importante en la economía de este municipio es la industria de la sal, ya que buena parte de las tierras adyacentes a las playas del mar se utiliza para la elaboración artesanal de sal, la que se procesa para abastecer al mercado nacional. Sólo en el sector de Puerto Sandino, a 68 kilómetros de Managua, existen más de 20 salineras.

## Gastronomía
- Tiste helado en jícara.
- Cosa de horno de arroz.
- Quesillo.

### El quesillo
Nagarote es reconocido como "La cuna del Quesillo", Mencionado este platillo por Carlos Mejía Godoy en su tema N.º 11 "Cristo ya nació en Palacagüina"  Lanzado en su LP. (Long Play de vinilo) segunda edición de 1973 con su grupo "Los de Palacagüina". Titulado este magistral Disco "Cantos a Flor de pueblo", producido por Mantica/Waid. en dicho tema se menciona en una estrofa de dicho tema:

Las gentes para mirarlo
se rejuntaron en un molote
el indio Joaquín le trajo
quesillo en trenza de Nagarote
En vez de oro, incienso y mirra
le regalaron según yo supe
cajetitas de Diriomo
y hasta buñuelos de Guadalupe....

Cristo de Palacagüina.  Carlos Mejía Godoy.

El quesillo es un platillo típico de Nagarote y parte de la gastronomía nicaragüense a base de queso de leche de vaca que se sirve envuelto en tortilla de maíz nisqueado (Nisquesar: cocer el maíz con ceniza del fogón) aderezado con cebolla encurtida picante picada finamente, crema ácida de origen vacuno y una pizca de sal al gusto. El quesillo nicaragüense (similar al queso mozzarella), (algunos creen que el queso Oaxaca es similar al quesillo, pero el quesillo se elabora de cuajada a punto de fermentar). El quesillo suele tener forma circular, en trenza y en versiones cuadradas en el centro de Nicaragua.
La Paz Centro se disputa el ser reconocida como parte de los creadores de este platillo típico. Nagarote también es como conocido como "La cuna del Quesillo", El quesillo es  un platillo típico nicaragüense que se elabora en muchos departamentos de Nicaragua, Chontales, Boaco, y La Paz Centro.

### Modo de elaboración
Para la elaboración del quesillo nagaroteño se requiere leche de vaca que se convierte en cuajada durante el proceso de cuajo.
La leche de vaca se pone a cuajar, se cuadrícula y se mezcla. Cuando se ha integrado nuevamente, se espera que dé el punto exacto de fermentación. Cuando éste se logra, se le deja caer agua en ebullición, se agita vigorosamente con el molinillo, hasta lograr una mezcla elástica y homogénea; entonces, se le da la forma deseada, sea circular, cuadrada o trenza.

### Origen
Según la tradición oral, la señora Emperatriz Corea vendía café con leche y cosa de horno de arroz, tiste helado en jícara y quesillo en la estación del ferrocarril. Sus hijas Isabel, Aminta y Daisy Corea participaban del negocio familiar elaborando los productos en casa y también vendiendolos en el pueblo. Sus hijos varones Roger, Silvio y Juan Corea ayudaban a sus hermanas trasladando los productos hacia el sitio de venta usando paniquines. Ellas dieron origen al pregón: "¡Quesillo, quesillo con tiste!". 
Las españolas, que nunca quisieron estar de cocineras de sus maridos, enseñaron a las muchachas indígenas más hermosas y agraciadas, escogidas por el sub-encomendador, los vericuetos de la cocina española de esa época. Entre esa enseñanza estaba la elaboración del quesillo, el que tenía forma de pelota. 
La leche se guardaba en una especie de canoa de madera fabricada de los troncos de los árboles más grandes y gruesos. A estos se le extraía todo el corazón y se calaban hasta formar la canoa, igual como cuándo se hace una lanchita para pescar. Ya seca la madera de la canoa, en ella se echaba la leche a cuajar. El cuajo era una tripa de cerdo previamente secada al sol y de conformidad a la cantidad de leche a cuajar así debía de ser el tamaño del cuajo. Este material permitía llevar la leche en un estado coagulado de donde se extraerían los distintos tipos de queso y cuajada.  La separación se daba antes de echarle la sal. La cuajada para el quesillo debe de cuajarse simple, debido a que este producto simple, una vez pasado por agua caliente, retoma un estado de elasticidad, luego con sus manos sobre el agua caliente la mujer indígena moldeaba la pelota de quesillo. 
Nuestras mujeres aprendieron de la mujer española a elaborar el quesillo en forma de pelota, pero la creatividad de nuestras mujeres les llevó a elaborar el quesillo redondo en trenza. De ahí, se  mercaba el producto en los tiangues que la iglesia promovía (en estas fechas del señor se le llama kermés). Posteriormente, con el desarrollo de los deportes en los campos deportivos principalmente los domingos y con el permiso de sus maridos, las mujeres ofrecían el quesillo con tiste como un aperitivo entre comidas. 
El tiste se elabora a base de maíz tostado con cacao molidos muy finos en piedra de moler, rociándole un poco de agua, a efectos de que tome consistencia y poder elaborar pelotitas de chingue, que son la materia prima del tiste. Posteriormente se revuelve en agua, con azúcar al gusto, hasta quedar una bebida espesa. El hielo llegó mucho después. 
Estos dos productos una vez que llegó el ferrocarril al pueblo, se convirtió en producto nacional, nuestras mujeres recorrían todo el trayecto del ferrocarril durante el día. 
Al pasar por Nagarote el ferrocarril hacia Occidente, nuestra mujeres con sus bateas en la cabeza llegaban de madrugada hasta Corinto ofreciendo el quesillo con tiste. Después, el ferrocarril regresaba a Managua y al pasar de nuevo por Nagarote, el marido estaba esperando sl ferrocarril con una batea hecha de madera llena de quesillos y su porra de tiste y recibir la batea y la porra que había llevado hacia Corinto. 
Aproximadamente en 1912 en la hacienda "La India", vivía doña Socorro Munguía Madriz, quien solía poner trozos de cuajada simple en una tortilla recién salida del comal, la pringaba con sal y la enrollaba. Al contacto de lo caliente la cuajada adquiría una consistencia elástica, por lo que ella le decía "hule o lechones". Lo cual es muy diferente del quesillo traidicional que se basa en la antigua técnica de cocer la cuajada.
En los años de 1930, las señoras Hilda, Rosa y Carmela Reyes Rueda vendían quesillos exactamente iguales al original. Ellas lo ofrecían a los viajeros del ferrocarril entre Nagarote, La Paz Centro y Mateare. Lo servían en hojas de chagüite o bijogua. 
La venta de quesillos siempre ha sido una labor femenina, ofreciéndolos en los campos de béisbol, en los cines, y en las calles de ciudades como Managua.

### El quesillo en La Paz Centro
Según la versión contada por los nagaroteños, a mediados de la década de los cincuenta del siglo XX, Doña Juana Dalila Lara contrajo matrimonio con el señor Heriberto Silva y ambos decidieron trasladarse hacia el vecino pueblo de La Paz Centro donde él trabajaba. Allí fue que Ella decidió probar suerte con un pequeño negocio de quesillos, iniciando en un ranchito, pero a medida que tuvo más demanda, fue ampliando el local. Ella es la precursora del auge del quesillo cuando le agregó crema ácida y picadillo de cebolla encurtida en vinagre de guineo
A inicios de los años de 1970 del siglo XX, el matrimonio Silva Lara decidió regresar a su pueblo natal, de tal manera que vendieron el negocio (próspero entonces). Obviamente, todo el personal que laboraba para ellos conocía los secretos para hacer un buen quesillo, y todos decidieron quedarse a laborar con los nuevos propietarios. El negocio ha perdurado con el nombre de «Quesillos Güiligüiste».

### Evidencia documentada
Existen diversas narrativas sobre los orígenes del quesillo en Nicaragua. Mientras que Nagarote ha popularizado una versión oral que posiciona a la ciudad como la cuna del quesillo, existen registros históricos que señalan a La Paz Centro como el lugar de origen de este plato. El reconocido escritor alemán-nicaragüense Alberto Vogl Baldizón, en su obra "Nicaragua con amor y humor", menciona la existencia del quesillo en La Paz Centro desde principios del siglo XX.
Es importante destacar el notable esfuerzo de Nagarote en promover su ciudad y su asociación con el quesillo. Han realizado campañas de marketing efectivas y han dedicado recursos para la promoción del plato. A pesar de estos esfuerzos, hasta la fecha no se ha presentado evidencia documentada que demuestre que el quesillo se originó en Nagarote. 
En la estación del ferrocarril de La Paz Centro se vendían otros productos tradicionales, tales como:
- Vaho.
- Rosquillas de maíz.
- Cosa de horno de maíz con queso (empanadas y otros).
- Comales y tiestos utilitarios hechos de barro.

## Turismo
Nagarote es bien conocido por su impresionante entorno natural. El litoral se extiende unos 24 kilómetros y cuenta con amplias playas abiertas y aguas cristalinas. El lago Xolotlán también es un punto de interés turístico durante los meses de verano. Nagarote cuenta con algunas de las mejores playas de Nicaragua. Más allá de los atractivos naturales en el municipio de Nagarote, también hay varios atractivos históricos interesantes. Uno de esos sitios es el Templo Parroquial de Nagarote. Esta maravillosa estructura fue declarada Monumento Nacional en diciembre de 1955. El templo fue construido en 1575 con el estilo típico de la época. Se destaca por su valor histórico y pura majestuosidad. Otra atracción popular es el famoso árbol de Nagarote. Este gran árbol existe desde hace unos 950 años. Una estructura natural notable, el árbol ha sido una característica constante en una ciudad en crecimiento. Se ha creado un parque alrededor del árbol.

## Galardones
Por ser un modelo destacado en la implementación de un plan ambiental pionero Nagarote ha obtenido el galardón "Municipio Azul", Mención que recibe anualmente el municipio calificado como el más limpio de Nicaragua.

## Festividades
A finales de julio tienen lugar las fiestas dedicadas al patrón de la ciudad, Santiago Apóstol. Las celebraciones comienzan el 24 de julio con corridas de toros, juegos y baile. El 26 de julio se denomina día de Santa Ana. Las celebraciones terminan el 28 de julio.

## Personajes ilustres
Entre las figuras autóctonas de esta ciudad están:
- Tomás Martínez Guerrero, general legitimista y Presidente durante diez años, en el periodo de los treinta años conservadores.
- Orfilia Pérez Ponce, una recordada maestra de generaciones.
- René Schick Gutiérrez, quien fuera Presidente de la República, uno de los pocos Presidentes de la República recordado como progresista democrático en Nicaragua.
- Francisco Estrada, humilde artesano que fue general de División y Jefe del Estado Mayor del del Ejército Defensor de la Soberanía Nacional lidereado por Sandino, se cree nació en el Valle de Jesús comarca rural del municipio.
- Silvio Mayorga Delgado fundador del Frente Sandinista de Liberación Nacional, murió en Pancasán en las montañas de Matagalpa en la década de los sesenta.